# Onécimo Alberton

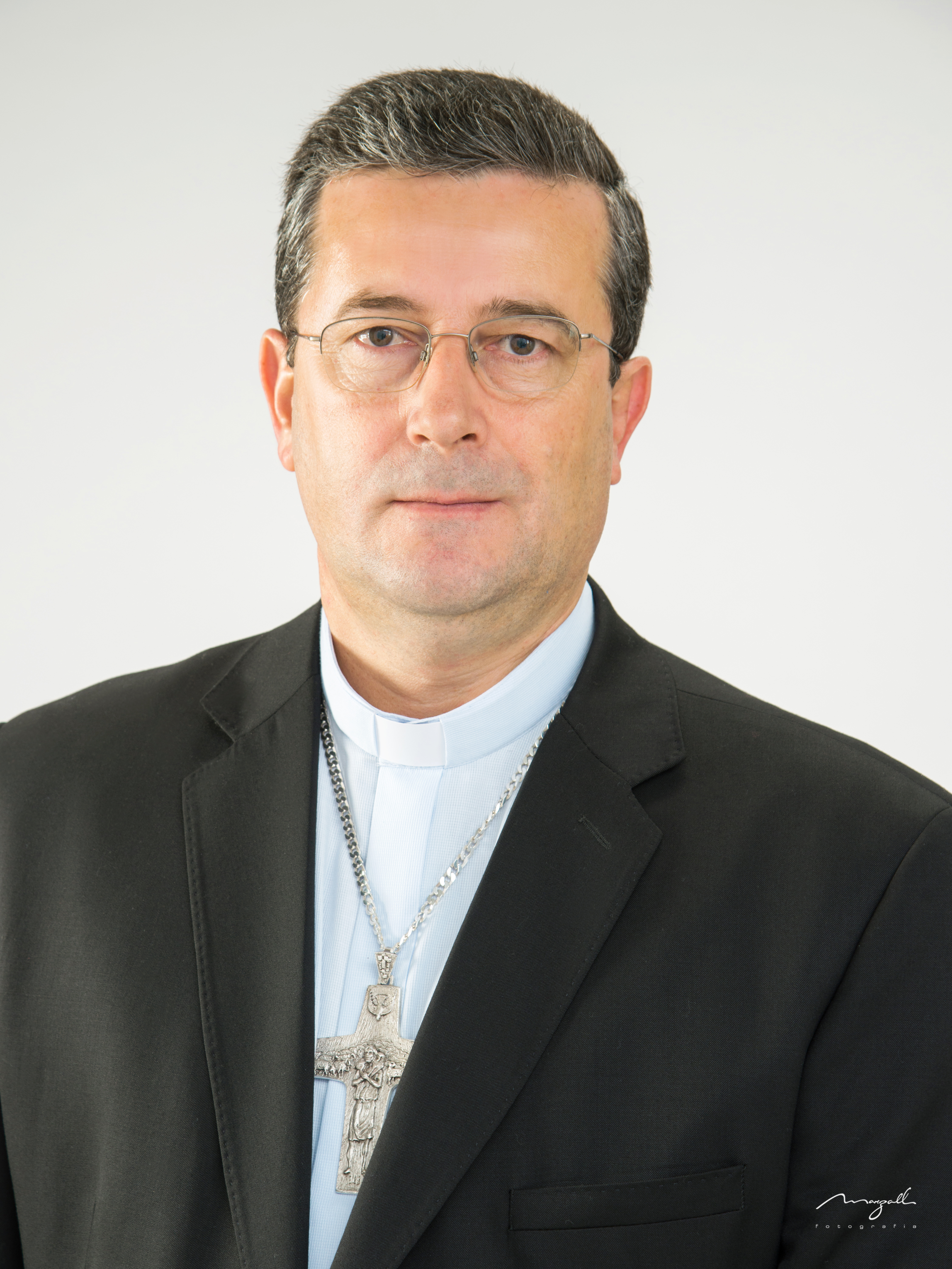
Onécimo Alberton

Onécimo Alberton (* 16. Februar 1965 in Orleans, Santa Catarina, Brasilien) ist ein brasilianischer römisch-katholischer Geistlicher und Weihbischof in Florianópolis.

## Leben
Onécimo Alberton empfing am 27. September 1992 durch den Bischof von Tubarão, Hilário Moser SDB, das Sakrament der Priesterweihe. Am 27. Mai 1998 wurde Alberton in den Klerus des Bistums Criciúma inkardiniert.
Am 17. Dezember 2014 ernannte ihn Papst Franziskus zum Bischof von Rio do Sul. Der Bischof von Tubarão, João Francisco Salm, spendete ihm am 22. Februar 2015 die Bischofsweihe; Mitkonsekratoren waren der Bischof von Criciúma, Jacinto Inácio Flach, und der Bischof von Montenegro, Paulo Antônio de Conto. Die Amtseinführung fand am 15. März 2015 statt.
Papst Franziskus ernannte ihn am 1. November 2023 zum Titularbischof von Dagnum und zum Weihbischof in Florianópolis.